# Agrarismo (Galicia)

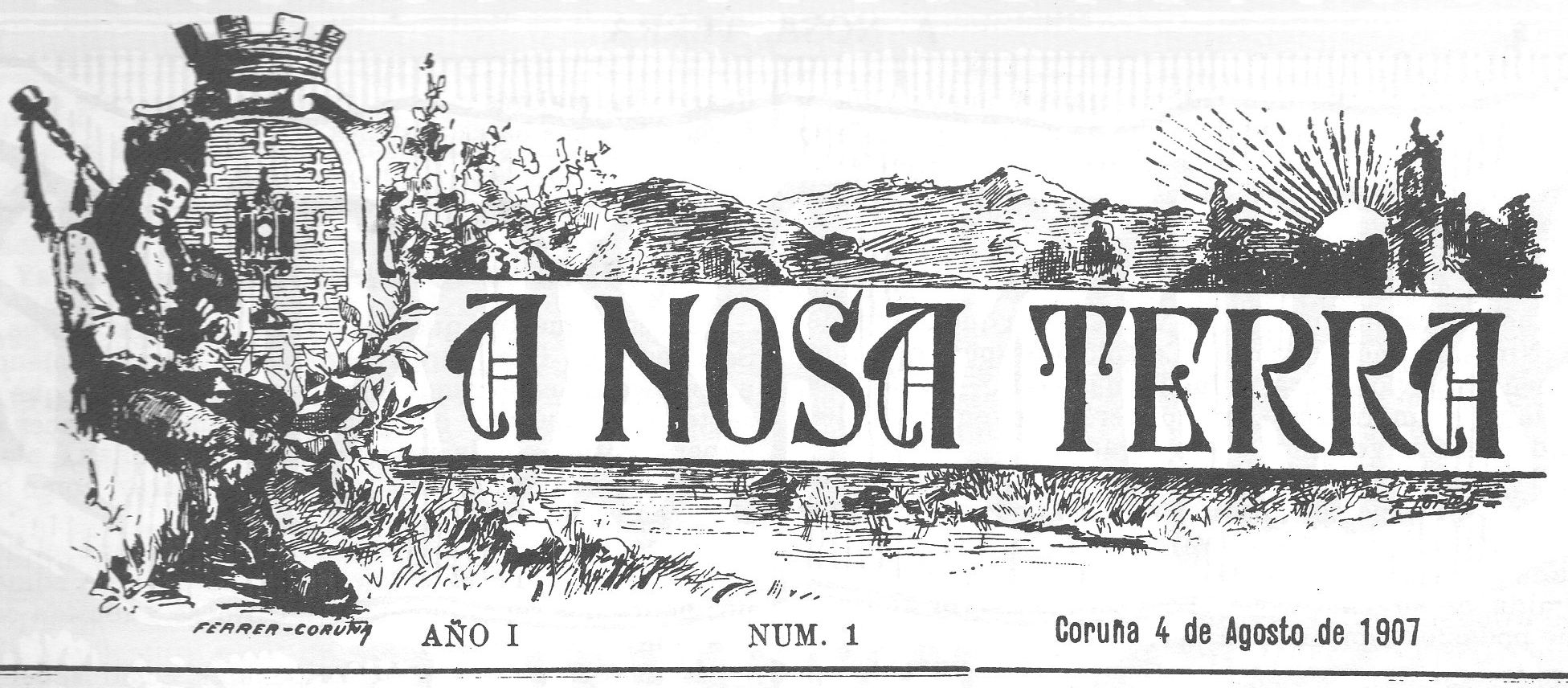
Grabado de la cabecera de A Nosa Terra (1907), portavoz de Solidaridad Gallega.

El agrarismo es el término con el que se denomina la organización de los labradores en sociedades agrarias o en sindicatos agrícolas en Galicia a fines del siglo XIX y sobre todo a partir de 1907 cuando apareció Solidaridad Gallega que ayudó a dinamizar el movimiento.
Los objetivos del agrarismo consistían fundamentalmente en la lucha contra el sistema foral y contra el caciquismo además de promover la renovación técnica del sector agrario gallego.
El agrarismo constituyó el primer movimiento de masas de la Edad Contemporánea, de su implantación por toda Galicia resulta revelador que en los años veinte existieran más de mil sociedades agrarias.
Entre 1912 y 1913 la expansión del agrarismo va acompañada de cambios en sus corrientes internas. Se establecen dos grandes líneas: la socialcatólica y la laica. La primera fomentaba el cooperativismo y procuraba conservar viva la tradicional influencia de la Iglesia en el mundo rural manteniendo alejados a los campesinos de los partidos democráticos. Creció mucho gracias a la acción de párrocos y propagandistas. En la década de 1920 contaba con unos 500 sindicatos y 45.000 afiliados. El agrarismo laico insistía en la desaparición del foro, organizaba boicots al pago de rentas e impuestos, era más permeable a la influencia de republicanos y galleguistas y apoyaba los esfuerzos por democratizar el sistema. Su primera organización fue la Liga de Acción Gallega (1910-1914), liderada paradójicamente por un cura, Basilio Álvarez, famoso por sus mítines multitudinarios y su encendida oratoria contra foros y caciques.
Durante la República se diversificó ideológicamente el movimiento desapareciendo al estallar la guerra civil española.